# Caroxylon bottae
Caroxylon bottae är en amarantväxtart som först beskrevs av Hippolyte François Jaubert och Édouard Spach, och fick sitt nu gällande namn av Horace Bénédict Alfred Moquin-Tandon. Caroxylon bottae ingår i släktet Caroxylon och familjen amarantväxter. Inga underarter finns listade i Catalogue of Life.